# Georg Hüffer
Georg Hüffer (* 15. August 1851 in Paderborn; † 4. März 1922 ebenda) war ein deutscher Historiker.

## Leben

### Ausbildung
Georg Hüffer entstammte einer alten, seit 1466 im Münsterland nachweisbaren und einflussreichen Familie, er war ein Enkel des Politikers und Verlegers Johann Hermann Hüffer. Hüffer besuchte in Paderborn 1860–1869 das Gymnasium Theodorianum und studierte in Bonn Geschichte. Der Studienschwerpunkt lag auf dem Mittelalter. Im Herbst 1871 wechselte er nach Göttingen, wo er vier Semester lang die verfassungsgeschichtlichen Vorlesungen und historischen Übungen von Georg Waitz (1813–1886) besuchte. In der Waitzschen Schule ist Hüffer nicht nur an die Verfassungsgeschichte herangeführt worden, der seine ersten Arbeiten galten, sondern er hat dort auch die hohe Wertschätzung der empirisch-kritischen Detailforschung vermittelt bekommen, die seine späteren Werke kennzeichnet und die unter den damaligen, noch vorwiegend universal- und heilsgeschichtlich orientierten katholischen Historikern nicht eben häufig anzutreffen war. Bei Waitz promovierte Hüffer am 30. Juli 1873 mit einer Dissertation über „Das Verhältnis des Königreiches Burgund zu Kaiser und Reich, besonders unter Friedrich I.“.
Nach Ableistung des Militärdienstes als Einjährig-Freiwilliger ging Hüffer Ende 1874 für fast zwei Jahre nach Rom. Den Winter 1876/77 verbrachte er in Paris, um für seine Habilitationsschrift sonst schwer zugängliche Urkundenwerke und Literatur der Bibliothèque nationale de France zu benutzen, die 1878 in Münster unter dem Titel: „Die Stadt Lyon und die Westhälfte des Erzbistums in ihren politischen Beziehungen zum deutschen Reiche und zur französischen Krone von der Gründung des zweiten burgundischen Königreiches (879) bis zur Vereinigung mit Frankreich (1312)“ erschien.

### Privatdozent in Münster
Am 1. Juni 1877 bewarb Hüffer sich an der Theologisch-Philosophischen Akademie Münster um die Zulassung als Privatdozent für Geschichte und geriet damit in die Kulturkampfauseinandersetzungen: Sein Vater, der Paderborner Landgerichtsrat Alfred Hüffer, war Mitbegründer der Zentrumspartei. Gleichwohl konnte Hüffer am 29. Oktober 1877 sein Habilitationskolloquium absolvieren und am 7. November 1877 seine öffentliche Antrittsvorlesung halten über das damals vieldiskutierte verfassungsgeschichtliche Thema der Entstehung des Kurfürstenkollegiums.
In den knapp zehn Jahren seiner münsterischen Privatdozentur hat Hüffer neben allgemeinen Vorlesungen zur mittelalterlichen Geschichte vor allem Spezialvorlesungen angekündigt über die deutsche Verfassungsgeschichte im Mittelalter, Quellenkunde des Mittelalters und Diplomatik. Alle drei Vorlesungen sind die ersten ihrer Art in Münster gewesen und lassen den Waitz-Schüler erkennen.

### Hüffer und die Gründung des Historischen Jahrbuchs
Hüffer machte sich um die „Görres-Gesellschaft zur Pflege der Wissenschaft im katholischen Deutschland“ verdient. Die Görres-Gesellschaft war am 25. Januar 1876 unter dem Eindruck des Kulturkampfs auf Initiative des damaligen Bonner Privatdozenten für Philosophie und späteren Reichskanzlers Georg von Hertling als eine wissenschaftliche Interessengemeinschaft deutscher Katholiken gegründet worden. Sie wollte in katholischem Sinne wissenschaftliches Arbeiten fördern, namentlich jüngeren katholischen Gelehrten Anregung geben und zugleich die nötige materielle Unterstützung gewähren.
Der Geschichtswissenschaft kam im Programm der Görres-Gesellschaft schon angesichts der Situation des deutschen Katholizismus in der Kulturkampfzeit eine besondere Bedeutung zu. Katholischerseits entbehrte man eines wissenschaftlichen Zentralorgans. Die historische Sektion der Gesellschaft sollte nun ein solches schaffen. Dafür benötigte man vor allem einen fähigen Redakteur. Hüffer nahm diesen Posten im Herbst 1878 an. Die Zeitschrift wurde ein Erfolg.
Ausschlaggebend war Hüffers unbedingtes Festhalten an der in § 2 des Programms bestimmten strengen Wissenschaftlichkeit des Jahrbuchs, das die Bedenken vieler protestantischer, aber auch mancher katholischer Gelehrter schließlich zerstreute. Von Anfang an hatte sich in der Görres-Gesellschaft eine starke Gruppe für einen populärwissenschaftlichen Charakter der neuen Zeitschrift eingesetzt, der wahrscheinlich den Sieg der ultramontanen, die Autonomie der Wissenschaft negierenden Geschichtsauffassung zur Folge gehabt hätte. Hüffer betonte dagegen unnachgiebig die Notwendigkeit empirisch-kritischer Detailforschung vor jeder gültigen wissenschaftlichen Synthese. Auf staatlichen Druck musste Hüffer 1882 die Redaktion niederlegen, um ein Privatdozentenstipendium zu erhalten.
Seiner ganzen Herkunft und Veranlagung nach interessierten Hüffer kirchengeschichtliche Themen im Spannungsverhältnis zur „Profangeschichte“, zumal angesichts der sich zuspitzenden Kulturkampfauseinandersetzungen.

## Hüffers Forschungen
Hüffers Forschungen beschäftigten sich seit Beginn der 1880er Jahre bis zu seinem Lebensende vor allem mit drei Themenkomplexen, nämlich Leben und Wirken Bernhards von Clairvaux im 12. Jahrhundert, der Unterwerfung und Christianisierung der Sachsen im 8. und 9. Jahrhundert und schließlich mit der Geschichte und Legende des Hauses von Loreto seit dem späten Mittelalter. Alle drei Themenbereiche wurden damals – infolge ihrer weltanschaulichen Brisanz – kontrovers diskutiert.

### Forschungen zu Bernhard von Clairvaux
Als Hauptergebnis der Bernhard-Forschungen Hüffers erschien 1886 das Buch „Vorstudien zu einer Darstellung des Lebens und Wirkens des heiligen Bernhard von Clairvaux“. Es ging hier insbesondere um die Erweiterung, Überprüfung und endgültige Feststellung der gesamten Überlieferung zum Thema.
Er wurde seiner Aufgabe im Rahmen des damals Möglichen durchaus gerecht, wie auch die Rezensenten anerkannten. Strittig blieb vor allem Hüffers Auseinandersetzung mit der Historia miraculorum, dem Bericht über die von Bernhard angeblich gewirkten Wunder während der Predigt für den 2. Kreuzzug. Grundsätzlich wurden die Ergebnisse Hüffers erst durch die neuen Fragestellungen hagiographischer Forschung relativiert, wie sie Adrian Bredero auf die vita prima anwandte.
Die geplante Bernhard-Biographie selbst hat Hüffer nicht mehr veröffentlicht, Heinrich Finke vermutet, weil der Autor sich „theologisch nicht genug vorgebildet fühlte und bei seinen weiteren Studien immer mehr in die theologische Seite dieses Heiligenlebens hineingeführt wurde“. Er dürfte aber auch eine – ihn demotivierende – grundsätzliche Distanz des zeitgenössischen Wissenschaftsgeistes gegen seine Sicht Bernhards und seiner Wunder gespürt haben. Die „Vorstudien“ brachten Hüffer gleichwohl die Berufung auf die katholische Geschichtsprofessur in Breslau ein, die 1886 durch den Tod Wilhelm Junkmanns vakant geworden war.

### Forschungen zur Christianisierung Alt-Sachsens
In seinen Breslauer Jahren arbeitete Hüffer an Untersuchungen zur Christianisierung Altsachsens in der karolingischen Epoche. 1898 erschienen seine „Korveier Studien“. Dieses Buch ist Hüffers bedeutendster Beitrag zur Geschichte seiner westfälischen Heimat, die er – bezeichnend für die religiöse Orientierung seines gelehrten Interesses – gerade in der Epoche ihrer Christianisierung untersuchte.
Als quellenkritische Untersuchungen wurden Hüffers „Korveier Studien“ zunächst vorwiegend gelobt, nicht nur von katholischen Historikern. Dann aber setzte sich, mit den großen Fortschritten in den sogenannten historischen Hilfswissenschaften, ein eher negatives Urteil durch.
Kurz vor Erscheinen der „Korveier Studien“ legte Hüffer 1896 seine Breslauer Geschichtsprofessur nieder und siedelte nach München über. Finke gibt als Ursache „vielfaches körperliches Unwohlsein“ an, „aber auch geringere Neigung zum Dozieren“ und „eine gewisse Schüchternheit dem studentischen Publikum gegenüber“. Inzwischen offensichtlich finanziell unabhängig, hoffte Hüffer in München mit seinen großen Bibliotheksschätzen ganz seinen wissenschaftlichen Forschungen leben zu können. Nach Wiederherstellung seiner Gesundheit bemühte er sich um eine Honorarprofessur in München, allerdings vergeblich. So kehrte er 1907 in seine Heimatstadt Paderborn zurück und lebte dort bis zu seinem Tod Georg Hüffer am 4. März 1922, wie Finke berichtet, „oft kränklich, still den Studien und Werken karitativer Frömmigkeit“.

### Loreto-Forschungen
In den Paderborner Jahren arbeitete Hüffer an einer umfassenden historisch-kritischen Untersuchung der Legende vom Heiligen Haus in dem italienischen Wallfahrtsort Loreto, die 1913 und 1921 in zwei Bänden erschien. Die im 15. Jahrhundert zuerst auftauchende Legende der Übertragung des Marienhauses aus Nazareth nach Loreto war in damaligen katholischen Kreisen heftig umstritten. Hüffer widerlegte die Legende mit dem quellenkritischen Instrumentarium der modernen Geschichtswissenschaft. Seine Untersuchung gilt heute als das die Streitfrage im Wesentlichen abschließende Standardwerk.
Hüffers Quellenstudien zu Bernhard von Clairvaux, zur karolingischen Epoche im alten Sachsen und zur Geschichte der Loreto-Legende machen zusammen mit der Gründung des Historischen Jahrbuchs sein Lebenswerk aus. Bei allen drei Werken handelt es sich nicht um synthetische Darstellungen, sondern um quellenkritische Einzeluntersuchungen ganz im Sinne der zeitgenössischen positivistischen Einzelforschung, die erst die sicheren Fundamente für die notwendige neue Geschichtsschreibung zu legen hatten. Hüffer war in erster Linie historischer Quellenforscher, nicht Geschichtsschreiber wie die katholische Historikergeneration vor ihm. Alle seine Untersuchungen sind trotz ihrer Themenvielfalt auf dem Hintergrund der Kulturkampfzeit durch das Bestreben verbunden, ganz im Sinne der Görres-Gesellschaft die Vereinbarkeit von katholischer Glaubensüberzeugung und moderner Geschichtswissenschaft zu demonstrieren.

### Hüffers Geschichtsauffassung
Hüffer, dessen wissenschaftliche Laufbahn in den Jahren des härtesten Kulturkampfs begann, steht zwischen den katholischen Historikern spätromantischer und restaurativer Prägung, denen die Heraufführung eines neuen christlichen Mittelalters als Vision vorschwebte, und den Vertretern einer jüngeren Generation, die sich nach dem Kulturkampf entschieden auf den Boden des Bismarckreiches und der empirisch-induktiven Quellenforschung im Sinne des positivistischen Historismus stellte, wie Wilhelm Diekamp, Heinrich Finke, Aloys Schulte, Hermann von Grauert und Aloys Meister.
Hüffers Geschichtsauffassung ist geprägt durch die Kulturkampferfahrung der jungen katholischen Nachwuchshistoriker, die in spezifischer Weise zwischen dem protestantischen Staat, den liberal-nationalen Universitäten und ihrer sich in der Verteidigung abschließenden Kirche ganz widersprüchlichen Anforderungen gerecht werden mussten. Der Historiker Hüffer als Schüler von Georg Waitz wusste, dass es ohne die Übernahme der modernen Quellenkritik eine auch außerhalb des konfessionellen Ghettos wahrgenommene Geschichtsschreibung von Katholiken nicht geben würde – das schien ihm gefährlich für die Botschaft seiner Kirche. Hüffer war überzeugt, dass auch diese Botschaft durch die perfektionierten quellenkritischen Methoden – angewandt auf die Geschichte des christlichen Mittelalters – nur gewinnen würde. So versuchte er – nicht er allein – den Spagat zwischen katholischer Glaubensüberzeugung und moderner Geschichtswissenschaft.

## Werke
- Das Verhältniss des Königreiches Burgund zu Kaiser und Reich besonders unter Friedrich I. Paderborn 1873 (ULB Münster)
- Die Stadt Lyon und die Westhälfte des Erzbisthums in ihren politischen Beziehungen zum Deutschen Reiche und zur französischen Krone, von der Gründung des zweiten burgundischen Königreiches (879) bis zur Vereinigung mit Frankreich (1312). Münster 1878 (ULB Münster)